# Stepówka dwuwstęgowa
Stepówka dwuwstęgowa (Pterocles bicinctus) – gatunek średniej wielkości ptaka z rodziny stepówek (Pteroclidae). Występuje w południowej części Afryki. Nie jest zagrożony wyginięciem.

## Taksonomia
Po raz pierwszy gatunek opisał Coenraad Jacob Temminck w drugim tomie Histoire naturelle generale des pigeons et des gallinaces. Accompagne de planches anatomiques, wydanym w 1815. Holotyp pochodził z okolic Fish River w południowo-wschodniej Namibii. Temminck nadał nowemu gatunkowi nazwę Pterocles bicinctus. Dawniej gatunek bywał włączany do rodzaju Eremialector. Pokrewieństwo względem innych stepówek niepewne. Możliwe, że stepówka dwuwstęgowa tworzy klad ze stepówkami: czarnolicą (P. decoratus), czterowstęgową (P. quadricinctus), prążkowaną (P. lichtensteinii) i indyjską (P. indicus). Niegdyś dwie ostatnie stepówki były uznawane wraz z P. bicinctus za jeden gatunek.
Międzynarodowy Komitet Ornitologiczny (IOC) wyróżnia 3 podgatunki stepówki dwuwstęgowej. Opisano również podgatunek P. b. usheri, który IOC uznaje za jeden z P. b. multicolor. Ptaki z nieuznawanych P. b. chobiensis (północna Namibia i północna Botswana) i P. b. elizabethae (zachodnia Namibia) należą do podgatunku nominatywnego.

## Podgatunki i zasięg występowania
IOC wyróżnia następujące podgatunki:
- P. b. ansorgei (Benson, 1947) – południowo-zachodnia Angola[5]
- P. b. bicinctus Temminck, 1815 – Namibia, Botswana, północno-zachodnia Południowa Afryka (północna Prowincja Przylądkowa Północna)[5]
- P. b. multicolor Hartert, 1908 – południowa i wschodnia Zambia, południowe Malawi, zachodni i centralny Mozambik, północne Zimbabwe, wschodnia Botswana oraz północna i północno-wschodnia Południowa Afryka[5]

## Morfologia
Długość ciała wynosi około 25 cm; masa ciała samca blisko 215–250 g, samicy – 210–280 g. Tęczówka brązowa, obrączka oczna żółta. Dziób ma barwę żółtawą lub czerwonawą, ciemnieje na końcu. Występuje dymorfizm płciowy w upierzeniu. U samca czoło białe, przepasane czarnym paskiem. Wierzch i tył głowy porastają pióra o głębokim, płowordzawym kolorze i pokryte czarnymi pasami, na karku występują już pióra płowooliwkowe. Kantarek wyróżnia się czarną barwą, pozostała część przodu głowy, broda i gardło są kremowopłowe, niższa część gardła – rdzawopłowa. Górna część piersi różowopłowa, od spodu obrzeżona pojedynczymi paskami, czarnym i białym. Brzuch białawy. Górna część grzbietu, barkówki i lotki III rzędu czarnobrązowe, pokryte jasnopłowymi paskami i biało zakończone. Dolną część grzbietu oraz kuper pokrywają pasy szarobrązowe i rdzawe, a pokrywy nadogonowe i sterówki są płowe z szarobrązowymi lub czarnobrązowym pasami. Lotki czarnobrązowe, lotki I rzędu wyróżniają białe końcówki. Pokrywy skrzydłowe mają barwę płowordzawą, są obrzeżone płowooliwkowo. Wszystkie sterówki poza środkową parą mają płowe zakończenia. U samicy wierzch i tył głowy są płowordzawe, a na bokach szyi i karku kolor ten przechodzi w jasnopłowy. Każdy z wymienionych obszarów pokrywają czarne paski. Przód głowy, broda i gardło kremowopłowe, niższa część gardła i górna część piersi różowopłowe, czarnobrązowo paskowane. Pozostała część spodu ciała brudnobiała z drobnymi, czarnymi pasami. Pokrywy podogonowe płowe z czarnobrązowym pasam. Grzbiet, barkówki, kuper, pokrywy nadogonowe i lotki III rzędu jasne, rdzawopłowe, z czarnobrązowymi pasami i białymi końcówkami. Sterówki ozdobione są płowymi i czarnymi pasami oraz jasnopłowymi końcówkami, przed ich końcem występuje czarny pasek o falistym kształcie. Lotki czarnobrązowe, pokrywy skrzydłowe jasne, różowopłowe, z ciemnobrązowymi pasami i białymi kropkami. Osobniki młodociane przypominają samice, jednak wyróżniają się mniejszą liczbą pasków, a większość ich piór ma płowe krawędzie. Obszar od brody do piersi jest jasny, różowopłowy, pozostała część spodu ciała brudnobiała z drobnymi, czarnm pasam, lotki I rzędu i pokrywy pierwszorzędowe czarnobrązowe.

### Podgatunki, wymiary
Przedstawiciele P. b. ansorgei są mniejsi i jaśniejsi niż ptaki podgatunku nominatywnego. Reprezentanci P. b. multicolor różnią się rozmiarami (maleją na wschód), a ich ubarwienie jest bardziej rdzawe i o większej intensywności barw niż w przypadku ptaków podgatunku P. b. bicinctus. Wymiary dla ptaków podgatunku nominatywnego (liczba nieokreślona): długość skrzydła samca 172–187 mm, samicy – 171–185 mm; długość ogona samca 73,5–86,5 mm, samicy – 76–82,5 mm; długość skoku 22–26,5 mm u samca, 22–26 mm u samicy. Ernst Hartert nie podał żadnych wymiarów dla P. b. multicolor. Według C. W. Bensona u samców P. b. ansorgei długość skrzydła wynosi 157–168 mm, u samic – 158–165 mm. U holotypu tego podgatunku (dorosłego samca) długość skrzydła wynosiła 164 mm, dzioba od nasady – 20 mm, ogona – 77 mm, skoku – 25 mm.

## Ekologia i zachowanie
Stepówki dwuwstęgowe preferują luźno zadrzewione sawanny, zadrzewienia zdominowane przez Colophospermum mopane, cierniste zarośla i podobne obszary ze stałym dostępem do wody. Wolą obszary o kamienistym podłożu. Niekiedy spotykane na obrzeżach pustyń i w zaroślach Brachystegia, gdzie prawdopodobnie pojawiają się tylko przelotem. Osiadłe, możliwe jednak, że podejmują wędrówki celem znalezienia wody podczas pory suchej. Żywią się różnorodnymi nasionami traw i roślin zielnych, także introdukowanej Bidens bidentata. Aktywne są wcześnie rano i wieczorem, w ciągu dnia pozostają nieaktywne, często skupiając się w grupie w cieniu. Ptaki badane w Namibii odwiedzały wodopoje na średnio 28 minut, zwykle tuż po wzejściu słońca; rzadziej nocą lub krótko przed wschodem. Nocą ptaki te odpoczywają grupowo, ciasno do siebie przylegając.

### Lęgi

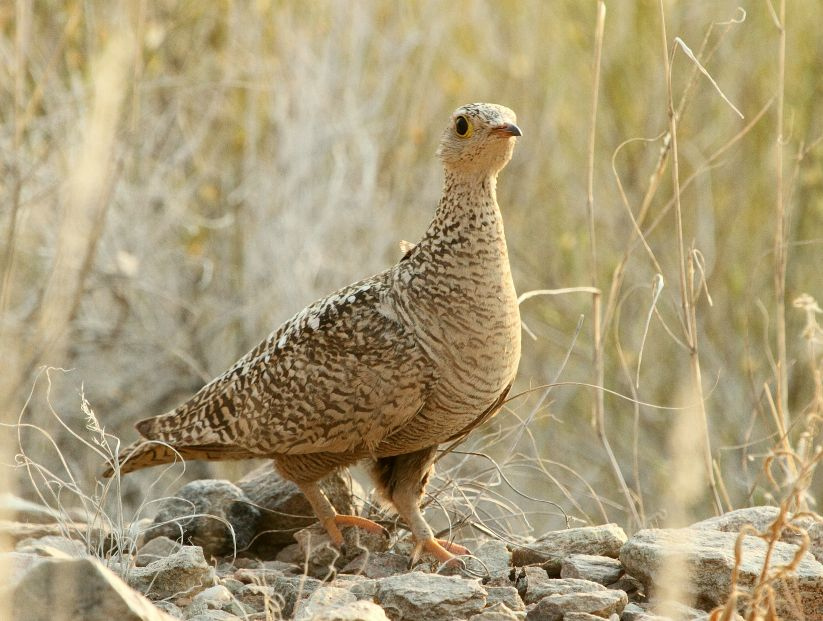
Samica, Prowincja Przylądkowa Północna

W Angoli okres lęgowy trwa od czerwca do października, w Zambii od kwietnia do sierpnia, w Namibii w maju i październiku, w Botswanie od maja do sierpnia, a w Transwalu i Zimbabwe od kwietnia do października. Gniazdo stanowi dołek wydrapany w ziemi na płaskim lub pagórkowatym terenie, ulokowany między luźnymi trawami lub pod krzewem albo drzewem, niekiedy skąpo wyściełany. W zniesieniu od 2 do 4 jaj (zwykle 3, u ptaków badanych w Namibii średnia wyniosła 2,6). Skorupka jest różowopłowa, pokryta łupkowofioletowymi lub czerwonobrązowymi wzorkami. Inkubacja trwa 23–24 dni, jednak pewna samica w niewoli wysiadywała niezapłodnione jajo przez 33 dni. Wysiadują oba ptaki z pary, samiec nocą i wcześnie rano, samica późnym rankiem i po południu (badane w niewoli samice wysiadywały nocą). Inkubacja rozpoczyna się wraz ze złożeniem ostatniego jaja. Młodymi zajmują się oba ptaki z pary, jednak jedynie samiec przynosi wodę. Młode są w pełni opierzone po około 4 tygodniach (w niewoli wynik wynosił 33 dni), uzyskują zdolność lotu jeszcze zanim osiągną rozmiar dorosłego ptaka.

## Status i zagrożenia
IUCN uznaje stepówkę dwuwstęgową za gatunek najmniejszej troski (LC, Least Concern) nieprzerwanie od 1988. Liczebność populacji nie została oszacowana, ale ptak ten opisywany jest jako zazwyczaj pospolity i szeroko rozpowszechniony. BirdLife International ocenia trend populacji jako spadkowy ze względu na niszczenie środowiska.